# 浜野秀昭
ハマノーン（浜野 秀昭）（はまの ひであき、1980年6月24日 - ）は、日本の元俳優。実業家。

## 人物
神奈川県鎌倉市出身。神奈川県立七里ガ浜高等学校を経て法政大学工学部に入学するも中途退学。血液型B型。
役者としては舞台・映画を中心に活動していたが、26歳の時に引退。
引退後は事業を起こし、現在は「株式会社セブンコード」の他に3社をグループ企業として設立

## エピソード
2012年4月 有田とマツコの男と女のシーズン2「元芸能人、今素人さん50人」に出演する。男性唯一の最前列と喜んでいたらしいが、話した内容は全部カットされ、タダ映っているだけ。「社員や関係者に言いふらした手前、死ぬほどカッコ悪かった」と放送日後にフェイスブックでつぶやいている。さすがに会社のホームページにテレビに出演と書けなかったらしい。カットされた反省として、出演がうれし過ぎてしゃべりすぎたと自己分析し、「少ない時間でも使われるように、第一声は短的に話して数秒で区切るべきだった」と後悔している。
2013年。本人が経営する株式会社セブンコードの新卒採用サイトで自らをブラック企業と称し「ブラック企業へようこそ」というサイトで募集をかけて、物議を醸す。そのせいで当時掲載していたエン・ジャパンのサイトの掲載を取りやめられるも、効果は良かったらしく翌年は「ブラック企業へようこそ第2弾」を公開「大学をやめて入社したら100万円」という企画を打ち出し、再び物議を醸す。
2016年12月　TBSの「好きか嫌いかを言う時間」に出演する。前回と違って今回は放送された。残業問題に経営者としての持論を展開したが、その語ネットで炎上する。サイト本人の会社が運営する「社畜る」というサイトで残業について考えを公表するも火に油を注ぐ結果となる。
2017年7月　ブラック企業の社長が「都民の社畜になる」とのフレーズで都議選に立候補表明。打ち出した政策でネットで賛否両論あり話題となる。都議選では新宿区から出馬し1,971票で落選した。同年、M-1グランプリに参加し2回戦まで進んでいる。コンビ名は、おとこともだち。
2019年4月　もっちょさんを押し出し「若い人にもっと選挙に興味を持ってもらうため」新宿区区議選に立候補。こちらも前回の都議選同様に雑誌等に取り上げられ話題となる。結果は53人の立候補のうち最下位。唯一、供託金を没収される立候補者となる。本人曰く、週刊プレイボーイにも特集され、オリジナルソング「選挙へいくな」を提げて選挙カー活動も多くの人に手をふってもらい立候補者の中で一番目立っていた。ただ、立候補の目的を若者に選挙にいってもらうために着ぐるみきたり、音楽をかけたのだが、ターゲット年齢が低すぎたため、手を振ってくれていた人たちは投票権がなかったためだと振り返る。オリジナルソング「選挙へいくな」は選挙へ行こうは聞き飽きてしまってるため、あえて逆の事をいう事で選挙に興味を引いてもらう主旨との事。また選挙カーがうるさいと選挙の旅にクレームが上がる中、音楽をかけて街宣活動する事で楽しんでもらえたと自負している。
2021年2月　ハマノーンに変身する。「おだやかな心を持ちながら社会への激しい怒りによって目覚めたブラック企業社長である。ペラペラの理想論を振りかざすホワイトヅラした奴らは許すまじ。」という説明の元、SNSは全てハマノーンに更新。同６月に表参道にて「会社説明会という名のワンマンライブ」　のちに、TOKYO MX 「バズるもん作るもん」に出演する。
2022年1月　全国的にニュースとなった代々木立てこもり事件の現場に遭遇。コロナ禍で電車内でのガソリン放火事件、クリニック放火事件、東大受験生殺傷事件と続く中、当人含め全員無事に。店員の機転を利かせた対応により店内も騒いだ様子もなく退店できた模様。店を出た後に全国的なニュースとなり「ガソリン巻かれてたかと思うとゾッとする」と恐怖と安堵のインタビューの様子が全国放送で流れた。
2025年3月　アニメ化を目指し、漫画を「えろ勉」を制作し、ジャンプルーキーで公開する。連載争奪ランキング１位を取るも、同タイトルのアプリがあり、それが営利目的にあたるという理由で、ランキングから除外される
2025年4月　えろの力で勉強するコンテンツ「えろ勉」のITパスポートの参考書をショッカーすずきと共同著者として発売。アマゾンで「コンピュータ・情報処理の資格・検定」部門１位を取りベストセラーとなる。

## 著書
- 失敗者の法則（Kindle版）ASIN B00AWFSAFK
- 漫画から学ぶ成功の極意（Kindle版）ASIN B00BENNTK0
- えろ勉：ITパスポート参考書（Kindle版）ASIN B0F3VHXVRJ

## 主な出演
- 本当にあった!!都市伝説（2003年）
- 法医学教室の事件ファイル
- 車椅子の弁護士・水島威

## レギュラー番組
- バズるもん作るもん